# Hospital Quirón Miguel Domínguez (Pontevedra)
O Hospital Quirónsalud Miguel Domínguez é um hospital geral privado localizado na cidade de Pontevedra (Espanha), gerido pelo Grupo Hospitalar Quirónsalud. Está localizado no coração do centro da cidade.

## História
Foi fundado em 1947  como uma clínica pelo cirurgião traumatologista asturiano Miguel Domínguez Rodríguez na Rua Joaquín Costa. Originalmente, o hospital era dedicado a 90% à traumatologia, mas gradualmente tornou-se mais profissional e expandiu as suas especialidades até se tornar um hospital geral. Funcionou como uma empresa familiar desde a inauguração da clínica a 16 de Julho de 1949 até 1996, quando foi realizada a ampliação mais importante, com a construção da parte correspondente à Rua Castelao.
Tornou-se um hospital em 2000. Foi reaberto como tal a 1 de Fevereiro de 2000, na presença do Presidente da Junta da Galiza. Em 2009, tornou-se o Grupo Hospitalar Miguel Domínguez após a fusão de três instituições privadas: o Hospital Miguel Domínguez, a Policlínica Miguel Domínguez e a Clínica Médica La Merced. Em 2011, incorporou o Centro de Reabilitação e Fisioterapia da Rua San Pedro de Alcántara no grupo hospitalar.
Em 16 de Outubro de 2015, o grupo hospitalar privado Quirónsalud comprou o hospital principal do centro da cidade à família Domínguez, bem como o centro de especialidades policlínicas na Rua Castelao, o centro de reabilitação e fisioterapia na Rua San Pedro de Alcántara e a clínica La Merced em Andurique (Poio), muito próxima da cidade, que se tornou o Instituto de Neuroreabilitação e que foi finalmente transferido para o Hospital Quirón, no centro de Pontevedra, em janeiro de 2024.

## Descrição
O Hospital de Pontevedra Quirón tem duas entradas, uma na Rua Frei Xoán de Navarrete (entrada principal) e outra na Rua Castelao, onde se encontram os serviços de emergência e de análises clínicas. Conta com mais de 50 médicos especialistas, 5 salas de operações e tecnologias avançadas de teste e diagnóstico. Tem também outras instalações, tais como um laboratório de análises e uma sala de conferências.
Foi o primeiro centro de saúde privado em Pontevedra a ter um ventilador médico e a ter uma tomografia computadorizada, ressonância magnética ou salas de cirurgia "inteligentes".
O hospital tem um acordo com o Serviço Galego de Saúde (Sergas) como hospital autorizado para o envio de doentes. Este centro recebe doentes que são vítimas de acidentes de trabalho e de trânsito.

## Galeria

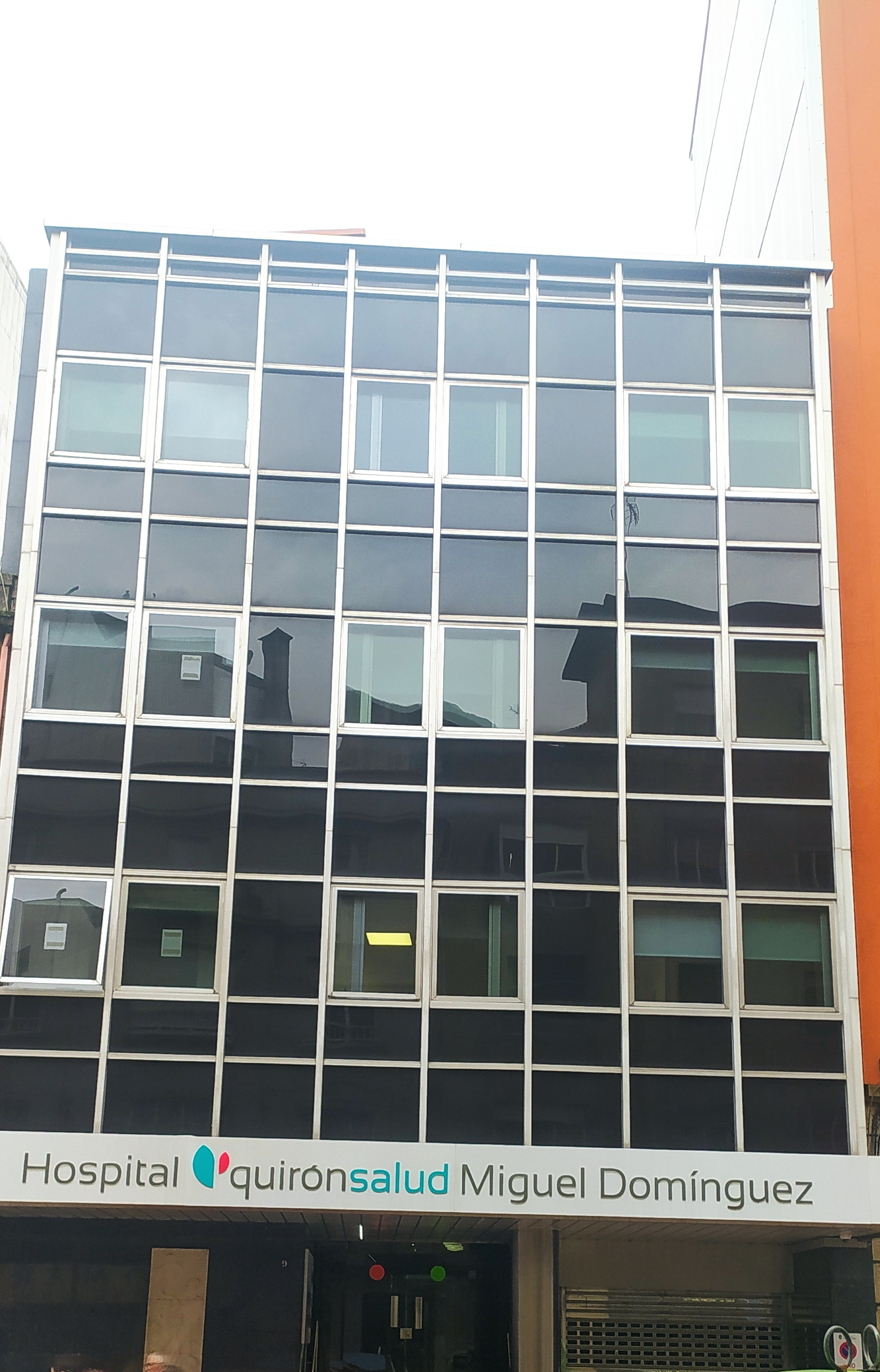
Fachada principal do hospital na Rua Frei Xoán de Navarrete
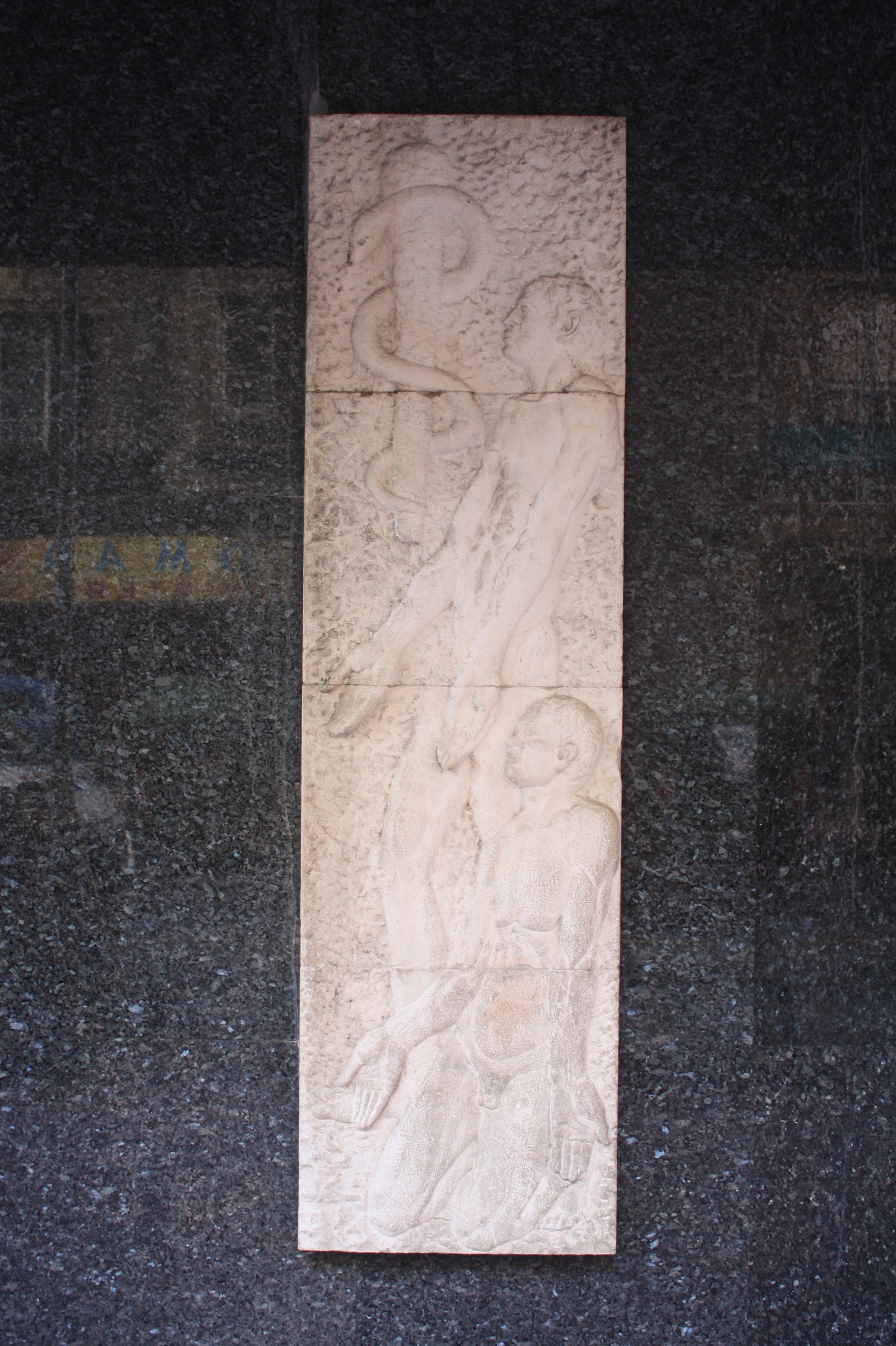
Relevo representando a medicina na entrada do hospital, pelo escultor Lucas Míguez
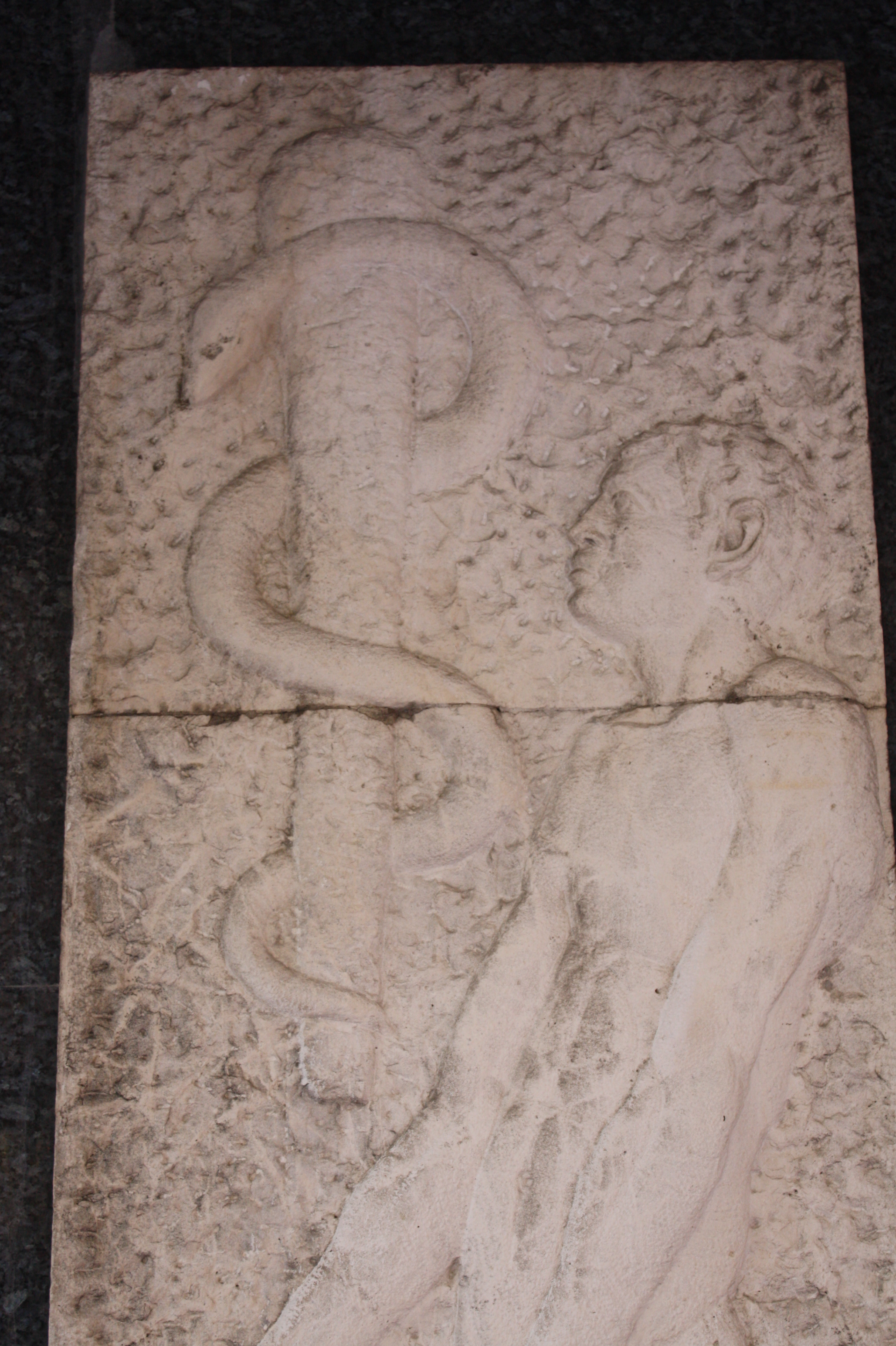
Detalhe do relevo na entrada principal da Rua Frei Xoán de Navarrete